# Almindelig løvefod
Almindelig løvefod (Alchemilla vulgaris) er en løvfældende, tuedannende flerårig urt med opstigende stængler. Den findes på enge og i skove.

## Beskrivelse
Bladene er langstilkede med store, sammenvoksede akselblade. Selve bladpladen er nyreformet eller næsten rund med 5, 7 eller 9 foldede lapper. Randen er skarpt savtakket. Oversiden er lyst grågrøn, mens undersiden er en hel del lysere. Begge sider er dunhårede.
Blomstringen sker i maj-juni, hvor blomsterne ses i endestillede stande på særlige skud. De enkelte blomster er gulgrønne og små. Frugterne er bittesmå nødder, som modner godt her i landet.
Planten breder sig ved hjælp af korte udløbere, og den bliver efterhånden tæppedannende. Rødderne er tætsiddende og trævlede.

Højde x bredde og årlig tilvækst: 0,25 × 0,25 m (25 × 25 cm/år). 9 planter dækker 1 m² på to år.

## Voksested
Almindelig løvefod gror på fugtig bund i enge, overdrev og lyse skove over det meste af Europa inklusive Danmark, hvor den er almindelig i hele landet.